# Gambaquezonia
Gambaquezonia là một chi nhện trong họ Salticidae.

## Các loài
- Gambaquezonia curioi Freudenschuss, Grabolle & Krehenwinkel, 2016
- Gambaquezonia itimana Barrion & Litsinger, 1995